# Saison 2 de Degrassi : La Nouvelle Génération
Chronologie
Saison 1 Saison 3
Cet article présente le guide de la deuxième saison de la série télévisée Degrassi : La Nouvelle Génération.

## Épisode 1Un père violent [1/2]
- Canada : 29 septembre 2002
- France : 16 septembre 2004

L'été est fini et les enfants sont de retour à l'école. Ancien élève de l'école Degrassi, Joey Jeremiah et sa petite fille Angela sont le centre d'intérêt de Craig, le beau-fils de Joey. Bien que le père de Craig lui ait interdit tout contact avec Angela et sa famille, celui-ci ne peut se résoudre à ne plus les voir…

## Épisode 2:Un père violent [2/2]
- Canada : 29 septembre 2002
- France : 17 septembre 2004

Rien ne peut résoudre Craig à ne plus revoir son beau-père et Angela, sa fille, même si les fréquents accès de colère de son père laissent des traces. Bien que le jeune garçon soit assez doué pour cacher les ecchymoses et les blessures morales, ses nouveaux amis, Sean et Emma, se posent bien des questions…

## Épisode 3:Déception amoureuse
- Canada : 6 octobre 2002

Quand Spike révèle à sa fille l'identité de l'inconnu avec qui elle a pris rendez-vous, Emma est choquée. Il s’agit de monsieur Simpson, son professeur. Emma prétend que ça ne la dérange pas mais devient odieuse avec l'enseignant. Quand sa mère annule la sortie qu'elles avaient prévu ensemble pour voir son nouvel ami, Emma décide de se rebeller…

## Épisode 4:À chacun son karma
- Canada : 13 octobre 2002

Depuis la rentrée, Ashley éprouve des difficultés à trouver sa place au lycée. Ses amis ne lui ont en effet pas pardonné son comportement lors du bal de fin d'année. Lorsque Terri se rapproche d'Ashley, Paige lui lance un ultimatum cruel…

## Épisode 5:Une expérience scientifique
- Canada : 20 octobre 2002

## Épisode 6:Une virée mémorable
- Canada : 27 octobre 2002

## Épisode 7:Humiliation [1/2]
- Canada : 3 novembre 2002

## Épisode 8:Humiliation [2/2]
- Canada : 10 novembre 2002

## Épisode 9:L'Image de soi
- Canada : 17 novembre 2002

## Épisode 10:Un battement de cœur
- Canada : 24 novembre 2002

## Épisode 11:Le Regard des autres
- Canada : 1er décembre 2002

C'est la Journée internationale. Hazel a fait un magnifique exposé sur son pays, la Jamaïque, mais elle devient subitement agressive avec Fariza. Des slogans anti-musulmans sont tagués sur l'exposé de Fariza et Hazel se retrouve convoquée chez le principal…

## Épisode 12:Mariage blanc [1/2]
- Canada : 5 janvier 2003

## Épisode 13:Mariage blanc [2/2]
- Canada : 5 janvier 2003

## Épisode 14:Être et paraître
- Canada : 3 janvier 2003

## Épisode 15:Ils en pincent tous pour la prof
- Canada : 10 janvier 2003

JT est le pitre de la classe. Madame Hatzilakos, sa prof de sciences, ne supporte pas l'idée qu'il puisse se moquer d'elle et lui demande de changer d'attitude. Cette dernière lui donne une sérieuse punition. La conséquence : l'assister dans ses travaux de dissection toute la semaine. JT est vraiment fâché, mais il le devient moins quand il se rend compte de l'envie de tous ses camarades qui le trouvent chanceux de passer une semaine avec la plus belle prof de l'école. De plus, il apprécie sa présence puisque c'est la seule qui sait le prendre au sérieux. Malheureusement, il ne peut se résoudre à ne pas faire de blagues.

## Épisode 16:Une bouteille à la mer
- Canada : 17 janvier 2003

## Épisode 17:À toi, pour toujours
- Canada : 19 janvier 2003

## Épisode 18:Généralissime
- Canada : 26 janvier 2003

## Épisode 19:Liberté d'expression
- Canada : 2 février 2003

## Épisode 20:Provocation
- Canada : 9 février 2003

## Épisode 21:Déchirures [1/2]
- Canada : 16 février 2003

## Épisode 22:Déchirures [2/2]
- Canada : 23 février 2003

## DVD
Le DVD de la deuxième saison a été lancé le 21 juin 2005 au Canada et aux États-Unis.